# PayPal
PayPal je internetski orijentirana tvrtka koja omogućuje obavljanje uplata i novčanih prijenosa internetom. Nastala je kao alternativa tradicionalnim „papirnim“ metodama kao što su čekovi i novčani ugovori. Od ožujka 2011. u Hrvatskoj je moguće i primanje uplata, odnosno prodaja putem sustava PayPal.
PayPal je vrsta usluge „klijent-klijentu (peer-to-peer, P2P)“. Taj način plaćanja omogućava bilo kome tko ima adresu e-pošte slanje novac nekom drugom tko također ima adresu e-pošte. Inicijalizator transakcije na PayPalu mora se prvo registrirati na PayPalovim stranicama te zatim prebaciti određenu svotu novca na svoj korisnički račun (account). Novčani iznos se može prebaciti direktno s tekućeg računa banke ili korištenjem kreditne kartice/debitne kartice. Primatelj PayPal transfera može zatražiti ček od PayPala, otvoriti svoj korisnički račun, ili može zatražiti prijenos sredstava na svoj račun u banci. PayPal je primjer posrednika u plaćanju koji olakšava i omogućava svjetsku internet ekonomiju.
PayPal omogućava i plaćanja između dobavljača, aukcijskih stranica i ostalih komercijalnih korisnika, za što naplaćuje određeni iznos. Isto tako, ovisno o okolnostima, naplaćuje se i prijenos odnosno prijam novčanih sredstava (postotak iznosa plus određeni fiksni trošak). Iznos ove naknade ovisi o korištenoj valuti, vrsti odabranog prijenosa, zemlji pošiljaoca, zemlji primaoca, iznosu koji je poslan te o vrsti korisničkog računa na koji se šalju sredstva. 3. listopada 2002. PayPal je prešao u potpuno vlasništvo eBay–a. Uprava korporacije se danas nalazi u San Joseu, Kalifornija, SAD; u eBay–evom “North First Street satellite office” kampusu. Također kompanija ima veće poslovnice u Omaha, Nebraska; Scottsdale, Arizona i Austin, Texas u SAD–u, te u Indiji, Irskoj, Njemačkoj i Izraelu nakon akvizicije izraelske firme FraudSciences. Od srpnja 2007., diljem Europe PayPal djeluje kao banka sa sjedištem u Luksemburgu.

## Povijest
PayPal je nastao u ožujku 2000. spajanjem mrežnih mjesta Confinity i X.com. Confinity su osnovali Max Levchin, Peter Thiel i Luke Nosek u prosincu 1998. Inicijalno, tvrtka se bavila uplatama i kriptografijom za Palm Pilot ručna računala. X.com je osnovao Elon Musk u ožujku 1999., a zamislio ju je kao financijsku uslužnu tvrtku orijentiranu internetu. Obje su tvrtke objavile svoje internet stranice negdje krajem/sredinom 1999., obje su imale urede u University Avenue, Palo Alto. Web stranice tvrtke Confinity stavljale su u fokus usklađivanje i kompatibilnost poslanih Palm Pilot uplata, s mogućnošću slanja novaca putem e-maila. X.com je od samih početaka na stanicama nudio mogućnost slanja novaca putem e-maila.
S druge strane eBay, jedna od najpoznatijih svjetskih aukcijskih kuca, bilježila je sve veći i veći promet internet uplata i uvidjela usku povezanost aukcijskih kuća s on-line sistemima uplata/prijenosa novčanih sredstava. Kao rezultat toga, eBay prije samog postojanja PayPala kupuje tvrtku Billpoint u svibnju 1999. g. Tada Billpoint postaje službeni sustav plaćanja na eBayu, nazvan “eBay payments” (eBay plaćanje). Paralelno s time ograničena je funkcionalnost Billpointa tako što se mogao koristiti samo kao metoda plaćanja vezana uz eBay aukcije.
PayPal je stoga bio ponuđen kao sredstvo plaćanja nekoliko puta više i češće nego Billpoint. U veljači 2000.g., PayPal je imao u prosjeku 200.000 dnevnih aukcija dok je Billpoint (još uvijek u beti) imao oko 4000 aukcija. Do travnja 2000.g., više od 1.000.000 web stranica je ponudilo PayPal kao moguće sredstvo plaćanja. Sve to je omogućilo PayPalu da postane prvi “dot-com” s IPO (prva javna ponuda dionica) nakon napada 11. rujna u SAD–u. Kao prvi investitori u PayPal spominju se Nokia Ventures, Deutsche Bank, Idealab Capital Partners and Goldman, Sachs & Co, itd.

## Kako radi PayPal
PayPal korisnički račun se najlakše uspoređuje s tekućim ili žiro računom bilo koje druge banke. Najčešće se uz takav račun veze određena debitna ili kreditna kartica (VISA, MasterCard, Visa electron, American Express). Pri otvaranju PayPal računa, korisnik unosi broj svoje kreditne kartice. Ako se kasnije odluči na brisanje te kartice, njegov račun bit će strogo ograničenih mogućnosti. Sam PayPal razlikuje tri vrste računa: osobni, premier i poslovni račun.

### Osobni račun
Koristi se za osobnu uporabu, nekomercijalnu. Ovome računu glavna je funkcionalnost slanje novca. Unatoč tome osobni račun može i primiti novac, ali u posebnim i limitiranim uvjetima. 

### Premier račun
Koristi se u privatne svrhe, ali za primanje i slanje novaca. Vrlo je sličan privatnome, ali može primati veće iznose te se sukladno tome i određene naknade vezane uz njega.

### Poslovni račun
Ovaj je račun namijenjen za poslovne korisnike. Vrlo je sličan Premier računu, uz određene pravne razlike.
U pravilu je za sve podružnice PayPala slanje novaca besplatno i ne podliježe nikakvim naknadama. Primanje novca se naplaćuje od 1 % do 3 % uz fiksnu naknadu. Zavisno o zemljama od kuda se šalje, na ovo se može nadodati porez za internacionalnu transakciju. Iznimka je privatni račun koji može primati novčane iznose besplatno ako su oni poslani direktno s PayPalova računa, ne koristeći kreditne kartice. Kako primatelj ne može znati hoće li mu iznos biti prebačen s kartice ili s PayPalova računa, možemo slobodno reći da je za primanje neophodan premier račun.

## PayPalova zaštita transakcija
PayPal nudi zaštitu kupaca i prodavača u sklopu svojih pravila “PayPal Buyer Protection Policy” i “Seller Protection Policy”. U tim pravilima zaštite ističe se da korisnik može poslati prigovor na transakciju unutar 45 dana od datuma izvršenja. To se odnosi na slučaj da kupac nije nikada primio ono što je platio ili da je primljeno primjetno i u većoj mjeri različito od onoga što je prodavatelj istaknuo. Ako se prigovor prihvati kupac dobije svoj novac nazad putem prevaljivanja troškova između PayPala i kartičnih kuća. 
Isto tako dakle, slična zaštita postoji iza prodavatelje, trgovine koje obavljaju svoju djelatnost PayPalom. Ona je usmjerena na zaštitu od zlonamjernih prigovora od strane kupaca. Tu se primarno misli na prijevare u kojima kupci šalju prigovor da nisu dobili pošiljku, a dobili su. U tom slučaju ako prodavatelj ima potvrdu o poslanoj pošiljci ili o isporuci, naravno da kupac neće dobiti povrat novaca. O tom se pravilu dosta raspravljalo na internetu jer je mnogo toga izuzeto iz njega (poput nematerijalnih usluga i prigovora vezanih uz neprimjereni opis pri prodaji). Također postoje i određene restrikcije koje se odnose na zemlje koje su sudjelovale u transakciji, načinu plaćanja, mehanizmima praćenja pošiljke i slično.

## Prijevare
Prijenos sredstava putem interneta za sobom automatski povlači i neki rizik od prijevara zbog same prirode interneta i privrede na njemu. Problem kod PayPala je taj što zakonske regulative pod koje spadaju kartične kuće, banke i slično, ovdje se ne može primijeniti. No, na sreću, u određenim zemljama čak i činjenica da kartične kuće imaju određenu zakonsku regulativu za sprječavanje prijevara može pomoći. Zbog same činjenice da je PayPal napravio neautorizirani trošak na kreditnoj/debitnoj kartici može se smatrati prijevara po toj kartici te se tako to u pravilu prebacuje na PayPal. Ovo sve ne stoji u slučaju da je novac s računa PayPala korišten pri prijevari. U tom slučaju PayPal zakonski postupa zavisno o ugovoru koji je korisnik potpisao s njime.
Sam PayPal garantira svojim korisnicima stopostotnu sigurnost ako dođe do neautoriziranog pristupa korisnikovom korisničkom računu. Tu je izuzetak obitelj korisnika koja bi mogla imati korisničke podatke. U slučaju da dođe do toga, korisnik podiže primjedbu na određeni transakcijski broj, te PayPal unutar 10 dana odgovara što je njegova istraga saznala te vraća novac ako je primjedba bila osnovana.
Iako se PayPal dosta agresivno bori protiv prijevara, phishing je jači i lukaviji nego ikada. E-mail poruka koja izgleda identično kao i službeni PayPal mail može imati url napisan tako da naizgled vodi na službeni PayPal, dok u stvarnosti vodi na site izgledom identičan PayPalu samo što mu je namjena prevariti korisnike da ukucaju svoje korisničko ime i lozinku u njega. Korisnik je praktički predao svoje podatke od PayPala te niti svjestan da je bio na ovako prepravljenim stranicama namijenjenim prijevarama bez straha nastavlja svoje djelatnosti. Nakon što vidi neautorizirane transakcije nastaju problemi.
Kako PayPal pokušava svim silama stati tomu na kraj, dizajnirao je sustav koji se bavi isključivo time. U slučaju da PayPal primijeti bilo koje sumnjive radnje, on automatski zaključava korisnički račun dok osoba koja je pravi vlasnik računa ne obavi određene radnje kako bi uklonila prijetnje i dokazala da je stvarni vlasnik računa.

## Vanjske poveznice
- PayPal